# Yıldız Çakar

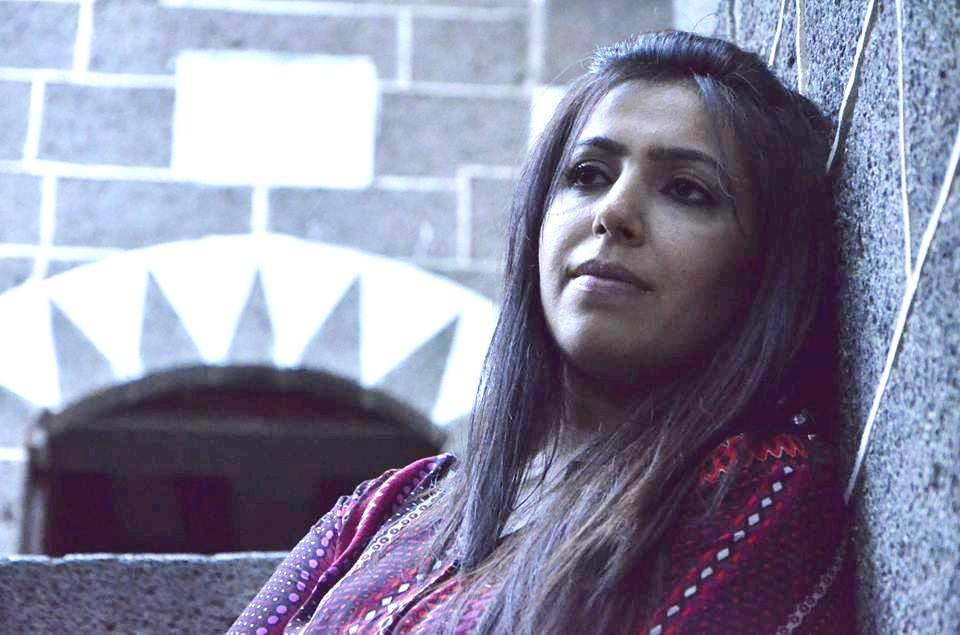
Yıldız Çakar, 2013

Yıldız Çakar (* 1978 in Diyarbakır) ist eine Dichterin, Drehbuchautorin, Romanautorin, Schriftstellerin und Journalistin kurdischer Abstammung, die auf Kurdisch schreibt. Sie ist Mitglied der Vereinigung kurdischer Schriftsteller und des kurdischen PEN-Clubs. Çakar lebt in Berlin.

## Leben
In jungen Jahren arbeitete sie als Korrespondentin und Redakteurin für kurdische und türkische Zeitungen. Ihre Gedichte, die zwischen 1999 und 2003 in der Zeitung Azadiya Welat und der Zeitschrift Jiyana Rewşen veröffentlicht wurden, wurden 2004 unter dem Titel "Goristana Stêrkan" herausgegeben.
Sie ist eines der Gründungsmitglieder der Vereinigung kurdischer Schriftsteller und war vor der Schließung der Vereinigung deren Vorsitzende. Bisher wurden sieben Bücher von ihr veröffentlicht, von denen sechs literarische Werke sind.
Viele Gedichte, Theaterstücke und Geschichten von Çakar wurden ins Türkische, Arabische, Deutsche und Englische übersetzt.
Sie schrieb einen Monolog für die Royal Shakespeare Company, ein Theaterstück für das Maxim Gorki Theater in Berlin und einen Monolog für das Theater EastNBull in London.
Während ihrer Tätigkeit als Journalistin in kurdischen Zeitungen in der Türkei wurde sie immer wieder verhaftet und gefoltert. 1998 wurde ihre Folter nach eigener Aussage im offiziellen Report eines Menschenrechtsvereins dokumentiert.
Ihre Werke befassen sich unter anderem mit der Unterdrückung des kurdischen Volkes, Vertreibung und Flucht.

## Werke

### Gedichte
- Goristana Stêrkan, Verlag Elma, 2004
- Derî, Verlag Avesta, 2012
- Leylanok, Verlag Avesta, 2014

### Drehbücher
- Ala, Verlag Yekîtiya Nivîskarên in Duhok, 2008

### Artikel
- Amed-Ansiklopediya Erdnîgarî Dîrok Çand, li gel Amed Tîgrîs, Publikation der Großstadtkommune Diyarbakir, 2012

### Romane
- Gerîneka Guernicayê, Verlag Lîs, 2016
- Ev Rê Naçe Bihuştê, Verlag Lîs, 2019
- Hangar Fünf-Deriyê Winda, Verlag Lîs, 2022

### Theaterstücke
- Bîra Miriyan (dt.: Totenbrunnen) für das Maxim Gorki Theater in Berlin

## Preise
- Preis des Internationalen Filmfestivals Istanbul für die Kurzgeschichte „Pelweşîna Li Biharê“ (Sommernachtstraum)
- Preis der Zîn-Stiftung für die Kurzgeschichte „Zayîna Çewt“ (Die Kunst des Fehlerhaften)
- Musa-Anter-Preis für das Gedicht „Tu“ (Du)
- Preis für Sprache und Literatur der Vereinigung kurdischer Schriftsteller und Med-Der